# 香港鉄路博物館

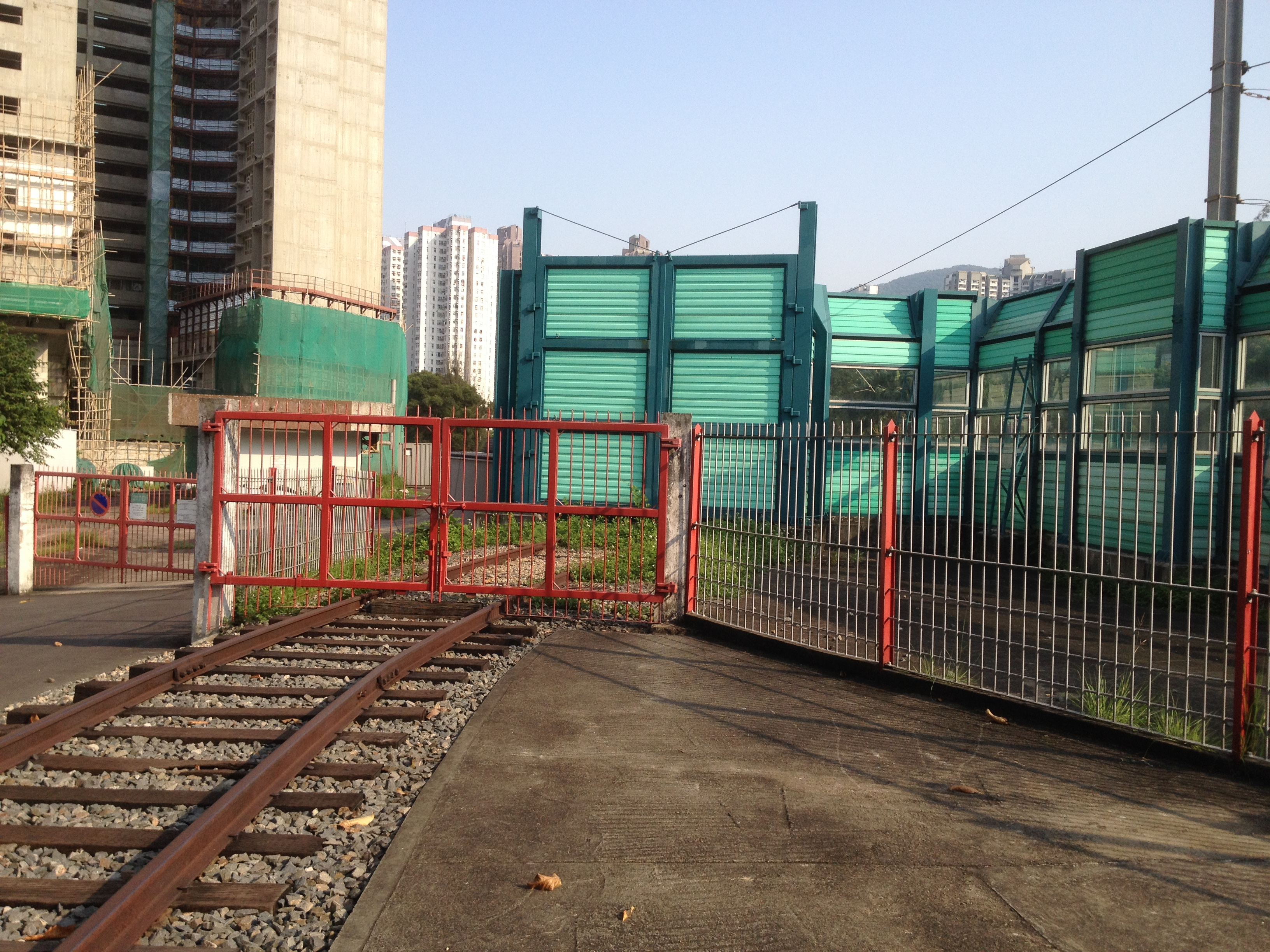
東鉄線本線から博物館への引き込み線ゲート（撤去済）

香港鉄路博物館（ホンコンてつろはくぶつかん）とは、香港新界大埔区にある香港文化博物館の分館である。独特な屋根形状の中国伝統建築様式が特徴の旧大埔墟火車站駅舎跡を使用しており、九広鉄道に関する鉄道記念物を中心に、香港の鉄道輸送の歴史を専門的に紹介しており、実際に使われた機関車や客車などが保存されている。現在は康楽及文化事務署が管理している。

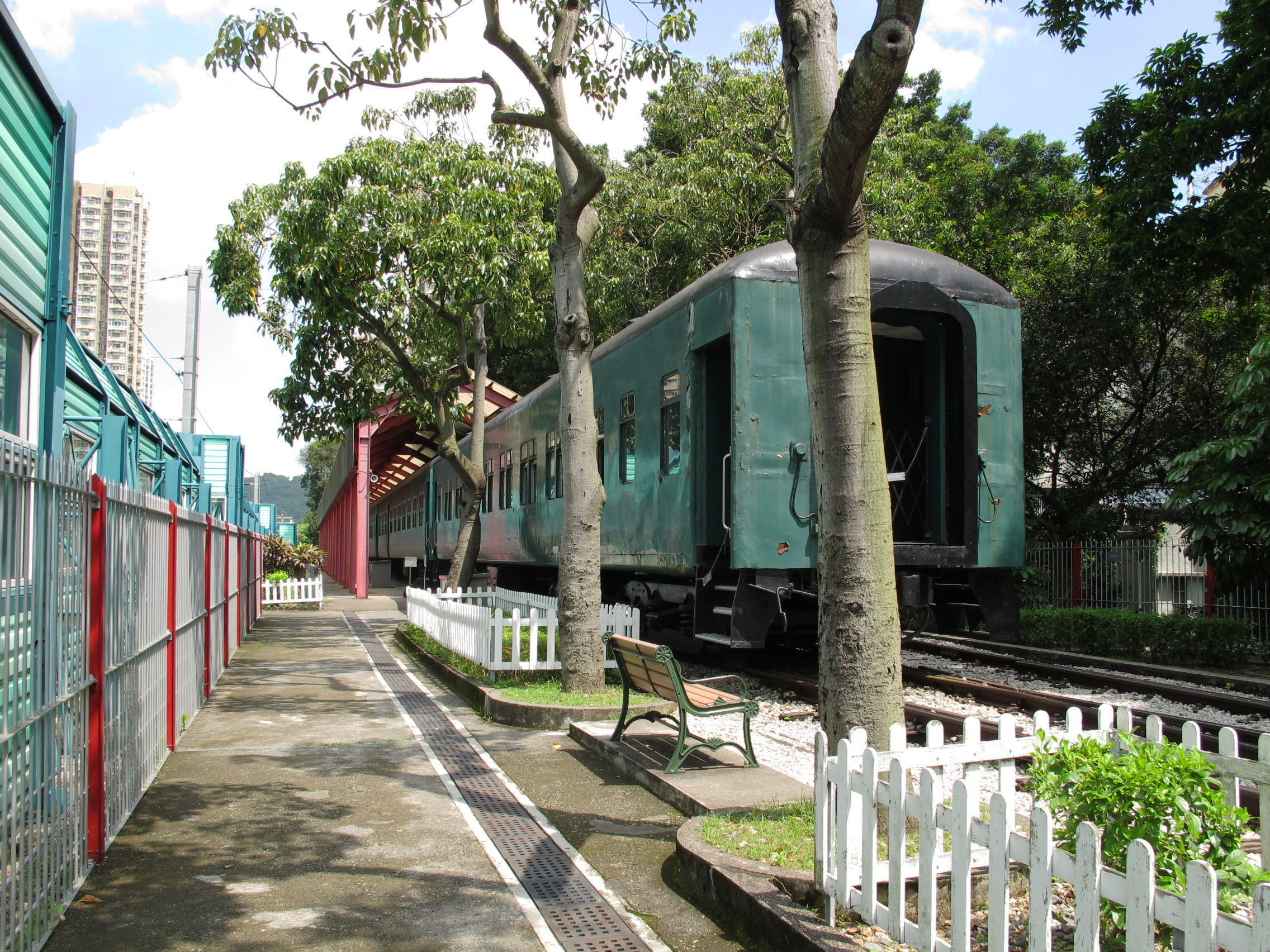
静態保存された客車に入ることができる

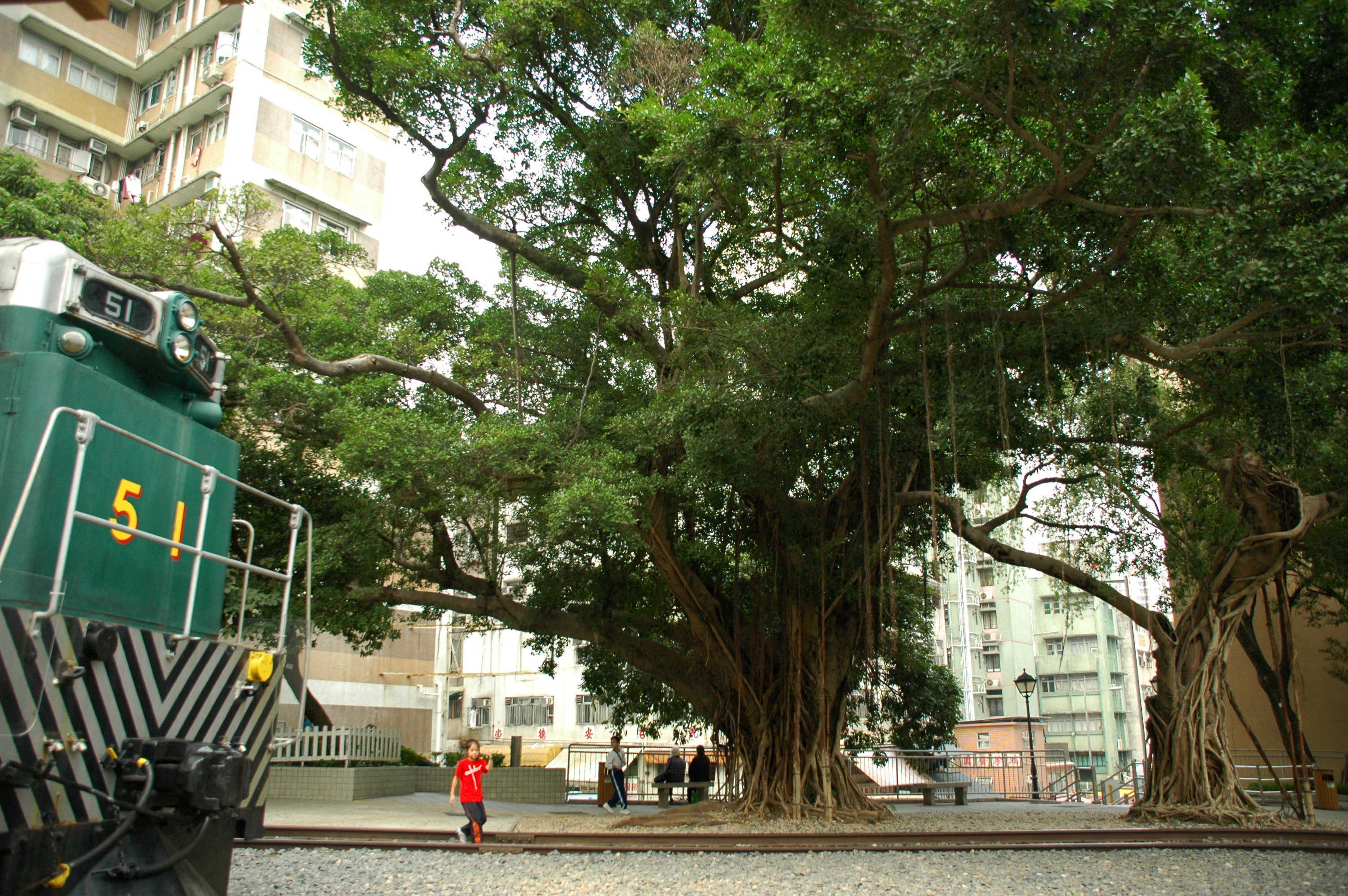
博物館内の2つの細葉榕（古樹名木 LCSD TP/9 和 LCSD TP/8）。左はサー・アレキサンダー号

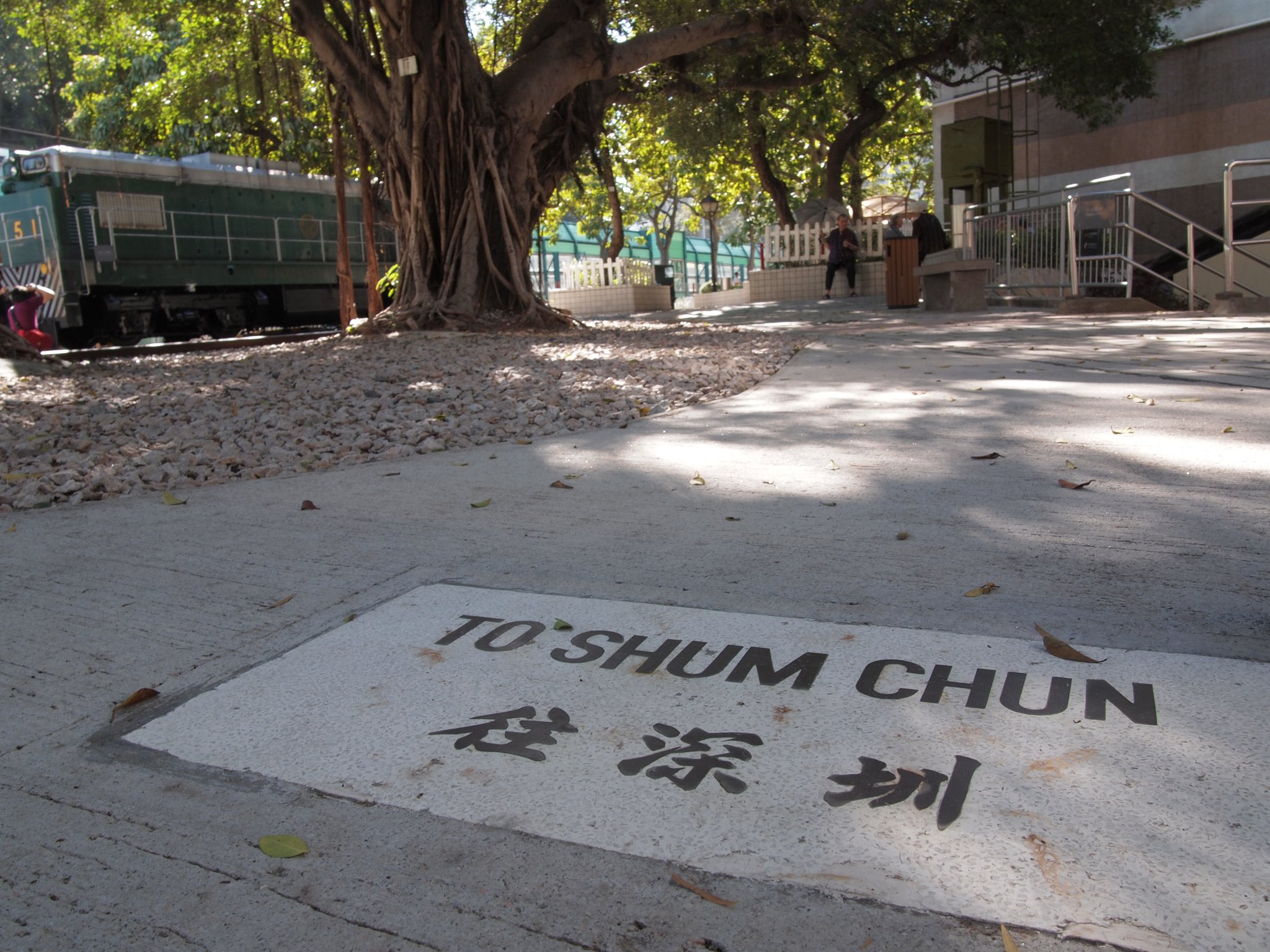
埋め込まれた「往深圳」の石牌。深圳の英文表記は郵政式拼音の「Shum Chun」であり、普通話拼音の「Shenzhen」ではない

東鉄線沿線に位置しており、本線からの引込み線が博物館敷地内の展示用レールに接続している。鉄道沿線に所在しているが現在の大埔墟駅からはやや離れており、アクセスには線路から離れて街中を一旦通らなければならない。入館無料。

## 歴史
1913年に建設された旧大埔墟駅（大埔墟火車站）を前身としており、かつては九広鉄路の主要駅の一つであった。1982年から1992年にかけて九鉄は当該区間を電化し、新しい大埔墟駅が1983年に開業したため、旧大埔墟駅は同年4月6日の最終便の出発をもって閉鎖された。その後、駅跡地は1984年に法定古跡に指定され、博物館に改築された。改修工事では、駅周辺に鉄道のレールを新たに接続して東鉄線と繋げ、退役した車両を鉄道で運び込むための設備が追加された（現在は撤去されている）。また、旧駅舎の修復と再建も行われた。
1986年12月20日、区域市政局の張人龍主席、九広鉄路公司のフォースゲート主席、区域市政総署の孫明揚署長などが開館式を行い、21日から市民に公開された。この博物館は、九広鉄路の歴史を紹介する専門的な施設であり、建物や収蔵品が一定の歴史的・観賞価値を持っているため、香港の映画やテレビのロケ地としても頻繁に利用されている。
地鉄公司と九広鉄路公司の合併に伴い、2010年には館内展示室に香港地鉄の簡単な歴史が追加された。香港における鉄道の急速な発展に対応するとともに、一連の収蔵品や歴史的な写真が展示され、さまざまな時代の鉄道標識や新たな支線の情報など、インタラクティブな展示品を通して、来館者は鉄道の過去と現在を体験することができる。

## 設備と収蔵品
博物館では、7輛の歴史的な車両、1輛の手動および機械式保線車両が静態保存されている。1997年には、沙頭角支線で使用されていた狭軌蒸気機関車が追加され、2004年および2023年には、2輛のディーゼル機関車が新たに展示された。これらは、九鉄初の同型機関車である「サー・アレキサンダー号」（51号機関車）と、港鉄合併時の「ピーター・クイック号」（60号機関車）である。さらに、博物館には当時使用された工具や鉄道模型、歴史的な写真、また使用されていた信号システムなども展示されている。
開館時に展示されていた電気機関車の試作車は、1990年代になると教育室として使用されるようになり、一般公開は終了した。最終的にその電化機関車は2004年に解体され、そのスペースにはサー・アレキサンダー号（51号機車）が展示された。
1921年から1959年まで運行されていた313号車両は、以前は香港科学館の館外に展示されていた。その後、長期間茶果嶺に保管されていたが、2017年から2019年にかけて文物修復辦事処による修復が行われ、2020年5月に長沙湾の政府船塢から博物館へ運ばれた。
旧大埔墟火車站の建物は、2024年12月2日から一時的に閉鎖され、点検および修理作業が行われる。工事は新進建築有限公司が担当し、2025年第2四半期に完了する見込み。それ以外のエリアは通常通り開放されている。

### 静態保存車両
- 廃線となっている沙頭角支線（狭軌）で使用されていた蒸汽機関車
- サー・アレキサンダー号
- ピーター・クイック号
- 223号客車
- 313号客車
- 302号客車

### 展示設備
- 號誌臂控制桿
- 機動四輪車
- 手搖四輪車

### 展示客車内部
- 302号三等客車（1911年製造）
- 002号保線車両（1921年製造）
- 223号三等客車（1955年製造）
- 223号三等客車のトイレ
- 229号三等客車（貨物室付属）（1955年製造）
- 229号三等客車貨物室
- 112号一等客車（1964年製造）
- 2017年に修復された一等客車の座席。色調が深く、ハンドメイドによるもの
- 276号二等客車（1974年製造）

### その他展示物
- 旧「大埔墟」火車站の駅名標
- 旧大埔墟駅券売所
- 2010年に追加された香港地鉄簡史